# Sint-Agathakerk (Dorsten)

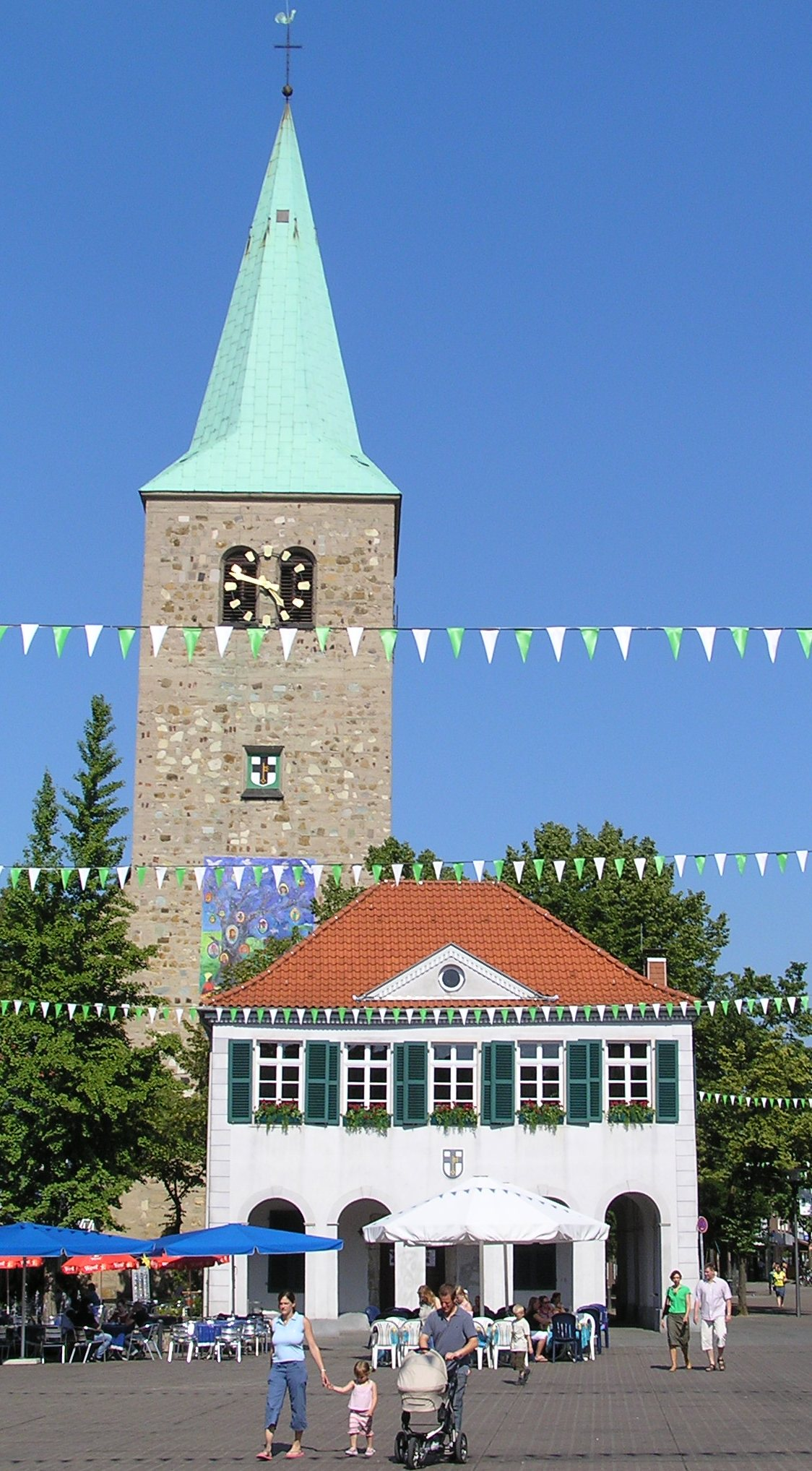
Toren van St.-Agatha

De katholieke parochiekerk van Sint-Agathakerk is een monumentaal kerkgebouw in Dorsten, een stad in het district Recklinghausen in Noordrijn-Westfalen.
De kerk werd gebouwd in 1952 en verving de afgebroken oude, gotische hallenkerk.